# الأخوات بوفورت (رواية)
رواية الأخوات بوفورت (بالإنجليزية: The Beaufort Sisters)‏ هي رواية للكاتب الأسترالي جون كليري. نشرت عام 1979. تدور أحداثها عن أربع شقيقات ثريات من ولاية كانساس.